# 핀텔
핀텔(Pintel Co., Ltd.)은 대한민국의 고해상도 인공지능(AI) 영상분석 기업이며, 대표이사는 김동기이다. 스마트 시티와 지능형 교통체계 관련 인공지능 영상분석 솔루션을 개발 및 판매하며 회사의 매출은 보안과 교통 솔루션 제품 판매에서 주로 발생한다. 본사는 경기 용인시 기흥구 기흥로58, 기흥ICT밸리 SK V1 B동이며, 기업부설연구소는 서초구 바우뫼로 37길 56, 건영빌딩 5층에 위치해있다. 2015년 설립되었으며, 독자적으로 개발한 고해상도 AI 영상분석 기술과 관련해 핵심 특허 23건과 응용 특허 22건으로 45건의 특허를 출원 및 등록하였다. 핀텔의 혁신과 도전은 계속 되고 있다.24년 6월, UN 공공행정럼에서 핀텔의 '스마트 스쿨존 시스템'이 공공서비스 우수사례로 선정되어 전시한 바 있으며, 7월에는 공공 서비스에 인공지능(AI)를 접목하는 과기정통부의 부처협업 기반 AI확산 사업에 선정되어 신규과제에 착수하였다. 연이어 9월에는 한국스마트빌리지협회로부터 핀텔의 '고해상도 AI 영상분석 솔루션'을 교통안전 분야 대표 사업으로 선정되는 등 세계 최고 수준의 스마트시티를 구축하는 AI 기술 신흥강자로 자리매김 하고 있다.

## 상장
2022년 10월 20일 대신증권을 주관사로 공모가 8,900원에 상장하였다.

## 같이 보기
- 스마트시티

## 참고문헌
1. ↑  핀텔, 공모가 8천900원 확정…11∼12일 일반 청약, 연합뉴스, 2022년 10월 7일
2. ↑  김양섭, 핀텔, 현대차 등과 국토부 스마트시티 조성사업 참여기관 선정, 뉴스핌, 2023-05-08
3. ↑  (유망주 상장 1년)AI 테마에도 외면받은 AI 기업 핀텔, 뉴스토마토, 2023-10-19
4. ↑  백종석, 한국IR협의회 기업리서치센터 기술분석보고서-핀텔, 2024.01.31
5. ↑  조선비즈 (2022년 8월 31일). “[인터뷰] AI 영상분석 기업, 핀텔 김동기 대표 “교통· 스마트시티 소프트웨어로 글로벌 진출할 것””. 2024년 10월 10일에 확인함.
6. ↑  “우회전 사고 막는 AI 알리미… 보행자에 “차량 진입중” 음성 경고”. 2024년 6월 18일. 2024년 10월 10일에 확인함.
7. ↑  마켓인사이트. “핀텔, UN 공공행정포럼에서 '스마트 스쿨존 시스템' 전시”. 《marketinsight.hankyung.com》. 2024년 10월 10일에 확인함.
8. ↑  조현미 (2024년 7월 2일). “공공 서비스에 AI 접목 과기정통부, AI 확산 신규과제 착수”. 2024년 10월 10일에 확인함.
9. ↑  “한국스마트빌리지협회, 교통안전 분야 대표사업 ㈜핀텔 '고해상도 AI 영상분석 솔루션' 선정”. 2024년 10월 10일에 확인함.
10. ↑  “핀텔, 세계 최고 수준의 스마트시티 구축하는 AI 기술 신흥강자”. 《보안뉴스》. 2024년 7월 15일.